# タンククリーニング
タンククリーニング（英: tank cleaning）とは、石油備蓄基地やガソリンスタンドなどの石油タンク、車やオートバイの燃料タンクを洗浄する行為を指す。

## 石油備蓄基地のタンククリーニング
日本ではタンククリーニングを定期的に行うことが法令で義務付けられている。
石油タンク内にはスラッジ（汚泥）が大量に堆積するため、これの除去が主な作業となる。タンク内には炭化水素ガスなど爆発性の気体が充満している場合があるため、引火の危険を避けて作業を行う。例えば窒素ガスの封入によりタンク内の酸素分圧を低下させる、作業員に静電気対策がとられた装備をさせる、防爆型工具を使う、などの対策法がある。
汚染された工業用水を大量に排出するため、環境負荷を低減するためにクリーニング過程で炭化水素を液体分離する手法がある。また、スラッジを再生する研究も行われている。